# Rychlobruslení na Zimních olympijských hrách 1924
Závody v rychlobruslení se na Zimních olympijských hrách 1924 v Chamonix uskutečnily ve dnech 26. a 27. ledna 1924 na otevřené dráze Stade Olympique de Chamonix. Největší postavou těchto soutěží se stal finský závodník Clas Thunberg, který vybojoval tři zlaté medaile, z toho jednu ve víceboji, který se již na dalších olympijských hrách nehodnotil. Spolu s další stříbrnou a bronzovou medailí se tak stal nejúspěšnějším sportovcem prvních zimních olympijských her. Z pěti zlatých rychlobruslařských medailí získali čtyři Finové, pátou vybojoval na nejkratší trati 500 metrů Američan Charles Jewtraw, který se tak stal prvním olympijským vítězem v historii zimních olympiád.

## Přehled
V Chamonix byly na programu čtyři závody pro muže, startovalo se na tratích 500 m, 1500 m, 5000 m a 10 000 m. Všechny tyto závody byly rovněž hodnoceny v rámci víceboje, ve kterém se udělovala pátá sada medailí.

## Medailové pořadí zemí
| Pořadí  | Země                         | Zlato | Stříbro | Bronz | Celkově |
| ------- | ---------------------------- | ----- | ------- | ----- | ------- |
| 1.      | Finsko (FIN)                 | 4     | 2       | 2     | 8       |
| 2.      | Spojené státy americké (USA) | 1     | 0       | 0     | 1       |
| 3.      | Norsko (NOR)                 | 0     | 3       | 4     | 7       |
| Celkově | Celkově                      | 5     | 5       | 6     | 16      |

## Muži

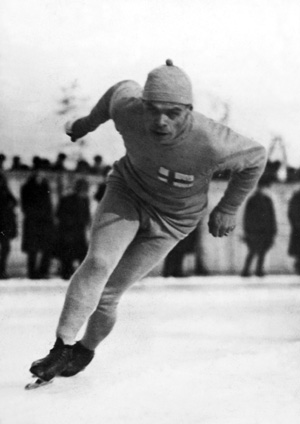
Clas Thunberg v závodě na ZOH 1924

Oficiálně byli klasifikováni pouze závodníci na prvních šesti místech. Další závodníci jsou v oficiálních výsledcích z olympiády uvedeni jako neklasifikovaní.

### 500 m
V závodě startovalo 27 závodníků.
| Pořadí           | Jméno           | Země                   | Čas       | Ztráta |
| ---------------- | --------------- | ---------------------- | --------- | ------ |
| Zlatá medaile    | Charles Jewtraw | Spojené státy americké | 44,0 (OR) | 0,0    |
| Stříbrná medaile | Oskar Olsen     | Norsko                 | 44,2      | +0,2   |
| Bronzová medaile | Roald Larsen    | Norsko                 | 44,8      | +0,8   |
| Bronzová medaile | Clas Thunberg   | Finsko                 | 44,8      | +0,8   |
| 5.               | Asser Wallenius | Finsko                 | 45,0      | +1,0   |
| 6.               | Axel Blomqvist  | Švédsko                | 45,2      | +1,2   |
| 7.               | Charles Gorman  | Kanada                 | 45,4      | +1,4   |
| 8.               | Harald Strøm    | Norsko                 | 45,6      | +1,6   |
| 8.               | Joe Moore       | Spojené státy americké | 45,6      | +1,6   |
| 10.              | Julius Skutnabb | Finsko                 | 46,4      | +2,4   |

### 1500 m
V závodě startovalo 22 závodníků.
| Pořadí           | Jméno           | Země                   | Čas         | Ztráta |
| ---------------- | --------------- | ---------------------- | ----------- | ------ |
| Zlatá medaile    | Clas Thunberg   | Finsko                 | 2:20,8 (OR) | 0,0    |
| Stříbrná medaile | Roald Larsen    | Norsko                 | 2:22,0      | +1,2   |
| Bronzová medaile | Sigurd Moen     | Norsko                 | 2:25,6      | +4,8   |
| 4.               | Julius Skutnabb | Finsko                 | 2:26,6      | +5,8   |
| 5.               | Harald Strøm    | Norsko                 | 2:29,0      | +8,2   |
| 6.               | Oskar Olsen     | Norsko                 | 2:29,2      | +8,4   |
| 7.               | Harry Kaskey    | Spojené státy americké | 2:29,8      | +9,0   |
| 8.               | Charles Jewtraw | Spojené státy americké | 2:31,6      | +10,8  |
| 8.               | Joe Moore       | Spojené státy americké | 2:31,6      | +10,8  |
| 10.              | Alberts Rumba   | Lotyšsko               | 2:32,0      | +11,2  |

### 5000 m
V závodě startovalo 22 závodníků.
| Pořadí           | Jméno            | Země                   | Čas         | Ztráta |
| ---------------- | ---------------- | ---------------------- | ----------- | ------ |
| Zlatá medaile    | Clas Thunberg    | Finsko                 | 8:39,0 (OR) | 0,0    |
| Stříbrná medaile | Julius Skutnabb  | Finsko                 | 8:48,4      | +9,4   |
| Bronzová medaile | Roald Larsen     | Norsko                 | 8:50,2      | +11,2  |
| 4.               | Sigurd Moen      | Norsko                 | 8:51,0      | +12,0  |
| 5.               | Harald Strøm     | Norsko                 | 8:54,6      | +15,6  |
| 6.               | Valentine Bialas | Spojené státy americké | 8:55,0      | +16,0  |
| 7.               | Fridtjof Paulsen | Norsko                 | 8:59,0      | +20,0  |
| 8.               | Richard Donovan  | Spojené státy americké | 9:05,6      | +26,6  |
| 9.               | Léonhard Quaglia | Francie                | 9:08,6      | +29,6  |
| 10.              | Asser Wallenius  | Finsko                 | 9:12,8      | +33,8  |

### 10 000 m
V závodě startovalo 16 závodníků.
| Pořadí           | Jméno            | Země                   | Čas          | Ztráta |
| ---------------- | ---------------- | ---------------------- | ------------ | ------ |
| Zlatá medaile    | Julius Skutnabb  | Finsko                 | 18:04,8 (OR) | 0,0    |
| Stříbrná medaile | Clas Thunberg    | Finsko                 | 18:07,8      | +3,0   |
| Bronzová medaile | Roald Larsen     | Norsko                 | 18:12,2      | +7,4   |
| 4.               | Fridtjof Paulsen | Norsko                 | 18:13,0      | +8,2   |
| 5.               | Harald Strøm     | Norsko                 | 18:18,6      | +13,8  |
| 6.               | Sigurd Moen      | Norsko                 | 18:19,0      | +14,2  |
| 7.               | Léonhard Quaglia | Francie                | 18:25,0      | +20,2  |
| 8.               | Valentine Bialas | Spojené státy americké | 18:34,0      | +29,2  |
| 9.               | Richard Donovan  | Spojené státy americké | 18:57,0      | +52,2  |
| 10.              | Asser Wallenius  | Finsko                 | 19:03,8      | +59,0  |

### Víceboj
V závodě startovalo 11 závodníků.
| Pořadí           | Jméno            | Země     | Body (samalog)               | 500 m                        | 1500 m                       | 5000 m                       | 10 000 m                     | Počet bodů |
| ---------------- | ---------------- | -------- | ---------------------------- | ---------------------------- | ---------------------------- | ---------------------------- | ---------------------------- | ---------- |
| Zlatá medaile    | Clas Thunberg    | Finsko   | 198,023                      | 1,5                          | 1                            | 1                            | 2                            | 5,5        |
| Stříbrná medaile | Roald Larsen     | Norsko   | 199,763                      | 1,5                          | 2                            | 3                            | 3                            | 9,5        |
| Bronzová medaile | Julius Skutnabb  | Finsko   | 202,347                      | 4                            | 4                            | 2                            | 1                            | 11         |
| 4.               | Harald Strøm     | Norsko   | 203,657                      | 3                            | 5                            | 5                            | 4                            | 17         |
| 5.               | Sigurd Moen      | Norsko   | 203,783                      | 5                            | 4                            | 3                            | 5                            | 17         |
| 6.               | Léonhard Quaglia | Francie  | 210,843                      | 6                            | 7                            | 6                            | 6                            | 25         |
| 7.               | Alberts Rumba    | Lotyšsko | 212,637                      | 7                            | 6                            | 7                            | 7                            | 27         |
| 8.               | Leon Jucewicz    | Polsko   | 226,400                      | 8                            | 8                            | 8                            | 8                            | 32         |
| 9.               | André Gegout     | Francie  | 236,023                      | 9                            | 9                            | 9                            | 9                            | 36         |
| –                | Asser Wallenius  | Finsko   | nedokončil závod na 1500 m   | nedokončil závod na 1500 m   | nedokončil závod na 1500 m   | nedokončil závod na 1500 m   | nedokončil závod na 1500 m   | DNF        |
| –                | George de Wilde  | Francie  | nedokončil závod na 10 000 m | nedokončil závod na 10 000 m | nedokončil závod na 10 000 m | nedokončil závod na 10 000 m | nedokončil závod na 10 000 m | DNF        |

## Program
| Den   | Datum          | Závod         | Závod        |
| ----- | -------------- | ------------- | ------------ |
| den 2 | 26. ledna 1924 | 500 m muži    | víceboj muži |
| den 2 | 26. ledna 1924 | 5000 m muži   | víceboj muži |
| den 3 | 27. ledna 1924 | 1500 m muži   | víceboj muži |
| den 3 | 27. ledna 1924 | 10 000 m muži | víceboj muži |

## Zúčastněné země
- Belgie (4)
- Finsko (3)
- Francie (4)
- Kanada (1)
- Lotyšsko (1)
- Norsko (5)
- Polsko (1)
- Spojené státy americké (6)
- Švédsko (2)
- Velká Británie (4)